# Aster striatus
Aster striatus là một loài thực vật có hoa trong họ Cúc. Loài này được Champ. ex Benth. mô tả khoa học đầu tiên năm 1852.